# 孟稱舜
孟稱舜（1599年—1684年），明朝會稽人，字子塞、子若、子適，號臥云子、花嶼仙史，是明清之際的戲曲作家和戲曲理論家。
父孟應麟，字文叔，萬曆甲辰以明經授兗州別駕，為人廉正不阿，有政聲。孟稱舜生於万历二十七年（1599）己亥。崇禎年間秀才，與陈洪绶友好，入復社，并參加了祁彪佳等組識的楓社。清順治六年被舉為貢生，官松陽縣訓導，任上興利除弊，廉正有聲，順治十三年力辭歸。康熙二十三年甲子（1684）卒。
作品有雜劇《花前一笑》、《桃源三訪》、《死裹逃生》、《殘唐再創》、《花舫缘》、《桃花人面》、《英雄成敗》；傳奇有《節義鴛鴦冢嬌紅記》、《二胥記》、《張玉娘閨房三清鸚鵡墓貞文記》等。

## 外部連結
- 孟稱舜戲曲集（页面存档备份，存于）